# ファッサイト

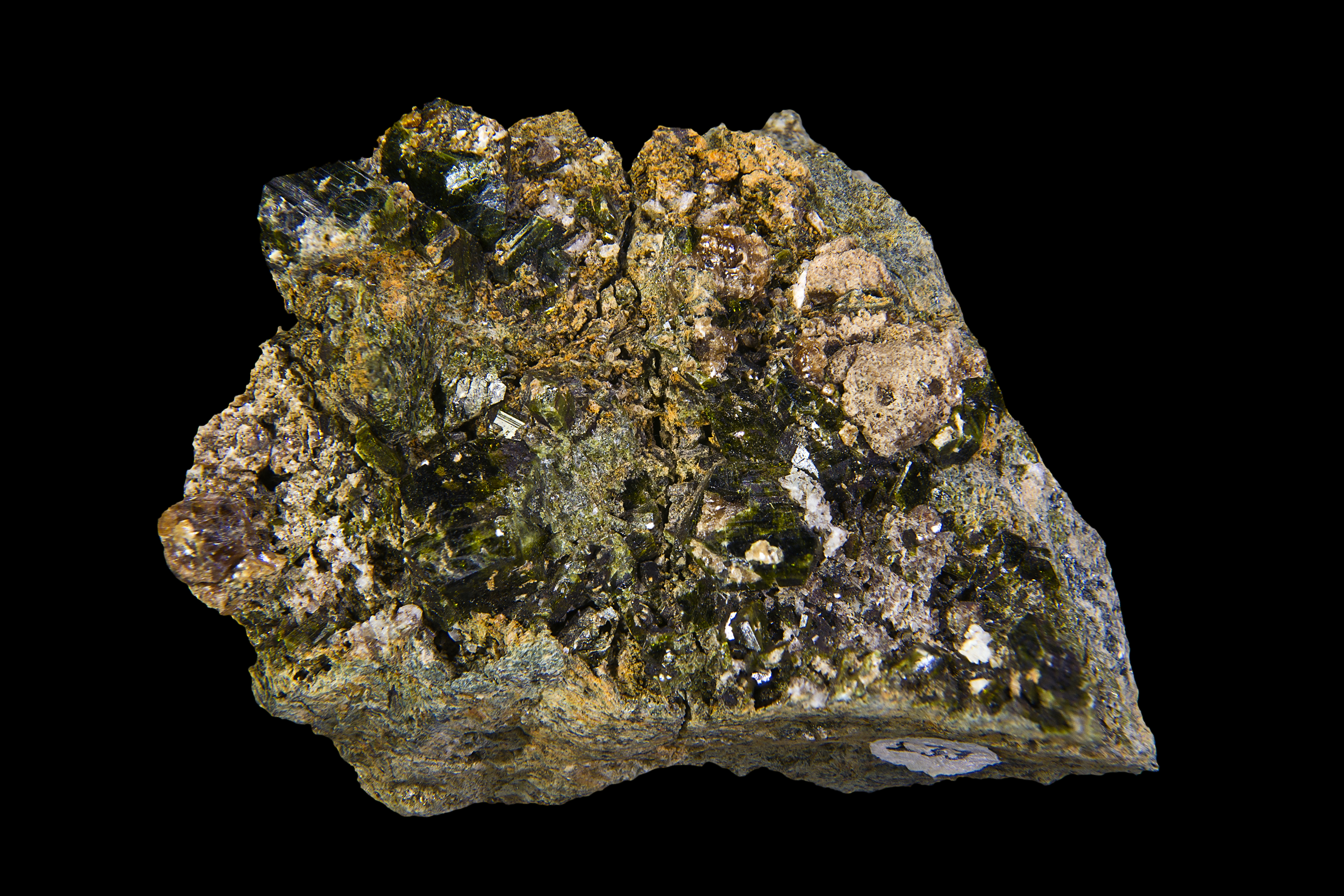
ファッサ谷から産出したファッサイト

ファッサイト(Fassaite)は、鉄の含量が非常に少ない普通輝石の一種であり、今日では有効名ではない。Ca(Mg,Fe,Al)(Si,Al)2O6で表される。イタリアのファッサ谷に由来する。
高温下で火山岩と石灰岩の間に接触して形成された鉱物であると考えられている。隕石の中にも報告されている。